# Rodney Cotterill
Rodney Michael John Cotterill (født 27. september 1933, død 24. juni 2007) var en dansk-engelsk fysiker. Han var i en lang årrække professor ved Danmarks Tekniske Universitet og var i de senere år specielt interesseret i biofysik, især i forbindelse med menneskets hjerne. Han blev uddannet fra University College London, Yale og Cambridge Universitet og har været tilknyttet Argonne National Laboratory.
Hans idéer om bevidsthed er nærmere beskrevet i en af hans bøger, Enchanted Looms, og han fik et patent på simulering af bevidsthed i computere.
Rodney Cotterill blev født i Bodmin i Cornwall, England – nær ved Jamaica Inn. Han døde 24. juni 2007 af leukæmi.
Han var medlem af Det Kongelige Danske Videnskabernes Selskab, Akademiet for de Tekniske Videnskaber, og organisationen "The Institute of Physics", var Ridder af Dannebrog og sad en periode i præsidiet for Experimentarium.

### Populærvidenskabelige bøger
- Rodney Cotterill, No Ghost in the Machine, 1989.
- Rodney Cotterill, The Cambridge Guide to the Material World, 1985.
- Rodney Cotterill, Enchanted Looms : Conscious networks in brains and computer, Cambridge University Press, 1998. ISBN 0-521-79462-5.

### Patent
- Rodney Cotterill, A Method of Processing Data Flows in a Neural Network, and a Neural Network, 21. august 1997, 2. februar 1996 (indsendt), DK1997000043, WO/1997/030400 (Webside ikke længere tilgængelig), CA 2245571 Arkiveret 11. marts 2007 hos  Wayback Machine.